# Rafael Schächter
Rafael Schächter (Brăila, 25 maggio 1905 – Auschwitz, 1945) è stato un compositore, pianista e direttore d'orchestra cecoslovacco.

## Biografia
Rafael Schächter nasce a Brăila, nel 25 maggio 1905, e muore durante la famosa marcia della morte vicino ad Auschwitz, nel 1945. Viene ricordato per essere riuscito a dare nuove speranze alle persone attraverso la musica nel Campo di concentramento di Theresienstadt a Terezín. Fin da quando arrivò in quella città della sua nazione (lui era per metà cecoslovacco) conquistata poco tempo prima dai tedeschi ebbe un'idea. Decise di far allestire un palco e di dirigere un'orchestra da lui creata nel campo di concentramento, con un solo pianoforte e un solo spartito; riuscì a suonare in pubblico il Requiem di Giuseppe Verdi che prendeva spunto da una antica preghiera (cattolica) risalente al 1300.
Il Dies irae verdiano parla del giorno del giudizio ed era un riferimento alla punizione che sarebbe giunta per i persecutori.
Ovviamente le comuni guardie tedesche non conoscevano il latino quindi non conobbero il significato delle parole e non proibirono che si suonasse nel campo.
Tra il 1942 e il 1944 il Requiem fu eseguito almeno 15 volte, finché anche gli ultimi musicisti furono trasferiti ad Auschwitz (Theresienstadt era principalmente un campo di smistamento). L'ultima rappresentazione di Schächter fu davanti a una delegazione della croce rossa danese, arrivata per ispezionare Terezín, alla quale si volle far credere che gli ebrei fossero trattati abbastanza bene. Josef Bor ha scritto un romanzo in cui Schächter è presente con il ruolo di protagonista, chiamato Il Requiem di Terezín (1963).